# Vito Genovese
Vito Genovese (pronunciación en italiano: /ˈviːto dʒenoˈveːze, -eːse/; 21 de noviembre de 1897 - 14 de febrero de 1969) fue un mafioso estadounidense de origen italiano que operó principalmente en Estados Unidos. Genovese alcanzó el poder durante la Prohibición como miembro de la mafia estadounidense. Socio y amigo de infancia de Lucky Luciano, participó en la Guerra de los Castellammarenses y contribuyó al auge de la mafia y el crimen organizado en Estados Unidos. Más tarde lideraría la familia criminal Luciano, que pasó a llamarse Familia criminal Genovese en su honor.
Genovese medía 5 pies 7 plg (170,2 cm). Él y su familia llevaban una vida tranquila en una casa de Atlantic Highlands, Nueva Jersey. Junto con Luciano, Genovese contribuyó a la expansión del tráfico de heroína a nivel internacional. En 1937, huyó a Italia y, durante un breve periodo en la Segunda Guerra Mundial, apoyó al régimen de Benito Mussolini por miedo a ser deportado a Estados Unidos para enfrentarse a cargos de asesinato. Regresó a Estados Unidos en 1945. Genovese fue mentor de Vincent "Chin" Gigante, el futuro jefe de la familia criminal Genovese.
En 1957, Genovese compitió por el título de jefe de jefes al ordenar el asesinato de Albert Anastasia y el intento fallido de asesinato de Frank Costello. Inmediatamente después, convocó una cumbre mafiosa para consolidar su poder, pero la reunión fue asaltada por la policía. En 1959, su reinado se vio truncado al ser declarado culpable de asociación ilícita en temas de narcóticos y condenado a 15 años de prisión. Mientras él y su subordinado Joe Valachi estuvieron juntos en prisión, Valachi mato a un preso al que confundió con un sicario enviado por Genovese. Valachi se convirtió luego en testigo del gobierno. Genovese murió en prisión el 14 de febrero de 1969.

## Primeros años
Vito Genovese nació el 21 de noviembre de 1897 en Ricigliano, una frazione' del comune de Tufino, en la Provincia de Nápoles, Italia. Su padre era Frances Felice Genovese y su madre Nunziata Aluotto. Vito tenía una hermana Giovanna Jennie (que se casó con Richard Prisco) junto con dos hermanos, Michael y Carmine, que también pertenecieron a la familia criminal Genovese. Su primo, Michael, se convirtió en jefe de la familia criminal de Pittsburgh.
En 1913, cuando Genovese tenía 15 años, su familia emigró a Estados Unidos a bordo del SS Taormina  y fijó su residencia en Little Italy, Manhattan. Genovese comenzó su carrera delictiva robando mercancía a vendedores ambulantes y haciendo recados para mafiosos. Más tarde recaudó dinero de personas que jugaban a loterías ilegales. A los 19 años, Genovese pasó un año en prisión por posesión ilegal de un arma de fuego.
En la década de 1920, Genovese empezó a trabajar para Giuseppe "Joe el Jefe" Masseria, el jefe de una poderosa banda de Manhattan que evolucionaría hasta convertirse en la familia que acabaría liderando. Charlie Luciano y sus socios más cercanos empezaron a trabajar para el jugador Arnold "El Cerebro" Rothstein, que inmediatamente vio las posibles ganancias de la ley seca e instruyó a Luciano en el negocio del contrabando de alcohol. Luciano, Frank Costello, y Genovese comenzaron su propia operación de contrabando con la financiación de Rothstein.
En 1930, Genovese fue acusado de falsificación cuando la policía encontró un millón de dólares en moneda falsa estadounidense en un taller de Bath Beach, Brooklyn. Más tarde, en 1930, Genovese presuntamente asesinó a Gaetano Reina, el líder de una banda del Bronx. Reina había sido aliado de Masseria, pero éste decidió matarlo después de que empezara a sospechar que ayudaba en secreto al archienemigo de Masseria, el líder de la banda de Brooklyn Salvatore Maranzano. El 26 de febrero de 1930, Genovese supuestamente tendió una emboscada a Reina cuando salía de casa de su amante en el Bronx y le disparó en la nuca con una escopeta. Masseria tomó entonces el control directo de la banda de Reina.

## Guerra de los Castellammarenses
A principios de 1930, estalló la Guerra de los Castellammarenses entre Masseria y Maranzano. En un trato secreto con Maranzano, Luciano aceptó urdir la muerte de su jefe, Masseria, a cambio de recibir las operaciones de Masseria y convertirse en el segundo al mando de Maranzano. El 15 de abril de 1931, Luciano había atraído a Masseria a una reunión en la que fue asesinado en un restaurante llamado Nuova Villa Tammaro en Coney Island. Mientras jugaban a las cartas, Luciano supuestamente se excusó para ir al baño, y se dice que los pistoleros eran Genovese, Albert Anastasia, Joe Adonis y Benjamin "Bugsy" Siegel; Ciro "El Rey de la Alcachofa" Terranova condujo el coche de la huida, pero cuenta la leyenda que estaba demasiado conmocionado para huir y tuvo que ser empujado del asiento del conductor por Siegel. Luciano se hizo cargo de la familia Masseria, con Genovese como subjefe.
En septiembre de 1931, Luciano y Genovese planearon el asesinato de Salvatore Maranzano. Luciano había recibido la noticia de que Maranzano planeaba matarle a él y a Genovese, y preparó un equipo de asesinos para matar primero a Maranzano. El 10 de septiembre de 1931, cuando Maranzano convocó a Luciano, Genovese y Frank Costello a una reunión en su oficina, sabían que Maranzano los mataría allí. En su lugar, Luciano envió a la oficina de Maranzano a cuatro gánsteres judíos cuyos rostros eran desconocidos para la gente de Maranzano. Habían sido asegurados con la ayuda de Meyer Lansky y Siegel. Posteriormente, Luciano creó La Comisión para que sirviera como órgano de gobierno del crimen organizado.
En 1931, la primera esposa de Genovese, Donata Ragone, murió de tuberculosis y él anunció rápidamente su intención de casarse con Anna Petillo, que ya estaba casada con Gerard Vernotico.
El 16 de marzo de 1932, Vernotico fue encontrado muerto estrangulado en una azotea de Manhattan, y el 28 de marzo de 1932 Genovese se casó con su viuda, Anna, que era prima de Genovese a través de su madre, Concetta y Cassini Genovese.

## Asesinato de Boccia y huida a Italia
En 1934, Genovese supuestamente ordenó el asesinato del mafioso Ferdinand Boccia. Genovese y Boccia habían conspirado para estafar 150.000 dólares a un rico jugador en una partida de cartas de alto riesgo. Tras la partida, Boccia exigió una parte de 35.000 dólares por haber presentado a la víctima a Genovese. En lugar de pagarle nada a Boccia, Genovese decidió asesinarlo. El 19 de septiembre de 1934, Genovese y cinco socios supuestamente mataron a tiros a Boccia en una cafetería de Brooklyn.
El 18 de junio de 1936, Luciano fue condenado a entre 30 y 50 años de prisión como resultado de su condena por proxenetismo. Con el encarcelamiento de Luciano, Genovese se convirtió en el jefe en funciones de la familia criminal Luciano.
El 25 de noviembre de 1936, Genovese se nacionalizó ciudadano estadounidense en la ciudad de Nueva York. En 1937, temiendo ser procesado por el asesinato de Boccia, Genovese huyó a Italia con 750.000 dólares en efectivo y se estableció en la ciudad de Nola, cerca de Nápoles. Con la marcha de Genovese, Frank Costello se convirtió en jefe en funciones.
Tras sobornar a algunos miembros del partido fascista, Genovese se hizo amigo de Galeazzo Ciano, yerno de Benito Mussolini. Se cree que Genovese proporcionaba cocaína a Ciano. Genovese donó casi 4 millones de dólares al partido fascista de Mussolini al final de la Segunda Guerra Mundial. También fue condecorado con la Orden de los Santos Mauricio y Lázaro y nombrado commendatore, tras participar en la ayuda para crear una nueva sede del partido fascista en Nola.
En 1943, Genovese supuestamente ordenó el asesinato de Carlo Tresca, editor de un periódico anarquista en Nueva York y enemigo de Mussolini. Genovese supuestamente facilitó el asesinato como un favor al gobierno italiano. El 11 de enero de 1943, un hombre armado disparó y mató a Tresca frente a la oficina de su periódico en Manhattan. Más tarde se dijo que el tirador era Carmine Galante, miembro de la familia criminal Bonanno. Nunca se acusó a nadie del asesinato de Tresca.

## Vuelta a Nueva York
Cuando los Aliados invadieron Italia en septiembre de 1943, Genovese cambió de bando y rápidamente ofreció sus servicios al ejército estadounidense. El ex gobernador de Nueva York Charles Poletti, entonces adscrito al ejército estadounidense, aceptó un Packard Sedán de 1938 como regalo personal de Genovese. Genovese fue nombrado intérprete y oficial de enlace en el cuartel general del Ejército de los Estados Unidos en Nápoles y rápidamente se convirtió en uno de los empleados de mayor confianza del Gobierno Militar Aliado para los Territorios Ocupados (AMGOT). Poletti y todo el departamento del AMGOT desconocían por completo su historia.
Genovese estableció una de las mayores operaciones del mercado negro en el sur de Italia, junto con el gánster italiano Calogero Vizzini. Vizzini enviaba caravanas de camiones cargados con todos los productos alimenticios básicos necesarios para la dieta italiana rodando hacia el norte hasta la hambrienta Nápoles, donde la organización de Genovese distribuía sus cargamentos. La administración de la AMGOT en Nápoles y Sicilia expidió pases y documentos de exportación a todos los camiones, y algunos oficiales corruptos del ejército estadounidense incluso contribuyeron con gasolina y camiones a la operación. Según Luke Monzelli, teniente de los Carabinieri asignado a seguir a Genovese durante su estancia en Italia: "Camiones cargados de suministros alimentarios fueron enviados de Vizzini a Genovese - todos acompañados de los documentos apropiados que habían sido certificados por hombres con autoridad, miembros de la Mafia al servicio de Vizzini y Genovese."
En el verano de 1944 en Nueva York, Genovese fue implicado en el asesinato de Boccia por el mafioso Ernest "The Hawk" Rupolo, un antiguo socio de Genovese. Enfrentado a una condena por asesinato, Rupolo había decidido convertirse en testigo del gobierno.
El 27 de agosto de 1944, la policía militar estadounidense arrestó a Genovese en Italia durante una investigación sobre su dirección de una red de mercado negro. Se reveló que Genovese había estado robando camiones, harina y azúcar del Ejército. Cuando el agente Orange C. Dickey de la División de Investigación Criminal examinó los antecedentes de Genovese, descubrió que era un fugitivo buscado por el asesinato de Boccia en 1934. Sin embargo, aparentemente había poco interés por parte del Ejército o del gobierno federal en perseguir a Genovese.
Tras meses de frustración, Dickey pudo finalmente hacer los preparativos para enviar a Genovese de vuelta a Nueva York para ser juzgado, pero se vio sometido a una presión cada vez mayor. Genovese ofreció personalmente a Dickey un soborno de 250.000 dólares para que lo liberara, y luego amenazó a Dickey cuando rechazó la oferta. Dickey recibió incluso instrucciones de sus superiores en la cadena de mando militar para que se abstuviera de perseguir a Genovese, pero se negó a dejarse disuadir.
El 2 de junio de 1945, tras llegar a Nueva York en barco el día anterior, Genovese fue procesado por cargos de asesinato por el asesinato de Boccia en 1934. Se declaró inocente. El 10 de junio de 1946, otro testigo de cargo, Jerry Esposito, fue encontrado muerto a tiros junto a una carretera en Norwood, Nueva Jersey. Antes, otro testigo, Peter LaTempa, fue encontrado muerto en una celda donde había estado bajo custodia protectora.
Sin nadie que corroborara el testimonio de Rupolo, el caso del gobierno se derrumbó, y los cargos contra Genovese fueron desestimados el 10 de junio de 1946. Al tomar su decisión, el juez Samuel Leibowitz comentó:
No puedo hablar en nombre del jurado, pero creo que si hubiera una mínima prueba que lo corroborara, usted habría sido condenado a la silla eléctrica. 

## Búsqueda del poder
Con su puesta en libertad en 1946, Genovese pudo volver a unirse a la familia Luciano en Nueva York; sin embargo, ni Costello ni su subjefe Willie Moretti estaban dispuestos a devolverle el poder. En 1946, Lansky convocó una reunión de los jefes de las principales familias criminales en la La Habana aquel diciembre. Los tres temas que se debatirían serían el tráfico de heroína, el juego en Cuba y qué hacer con Bugsy Siegel y el frustrado proyecto del Hotel Flamingo en Las Vegas. La conferencia tuvo lugar en el Hotel Nacional de Cuba y duró poco más de una semana.
El 20 de diciembre, durante la conferencia, Luciano tuvo una reunión privada con Genovese en la suite del hotel de Luciano. A diferencia de Costello, Luciano nunca había confiado en Genovese. En la reunión, Genovese intentó convencer a Luciano de que se convirtiera en jefe titular de jefes y dejara que Genovese lo dirigiera todo. Luciano rechazó tranquilamente la sugerencia de Genovese:
No hay Jefe de Jefes. Lo he rechazado delante de todo el mundo. Si alguna vez cambio de opinión, aceptaré el título. Pero no dependerá de ti. Ahora mismo trabajas para mí y no estoy de humor para jubilarme. No me hagas oír esto otra vez, o perderé los estribos.
Genovese era ahora capo de su antigua Greenwich Village Crew. Sin embargo, el 4 de octubre de 1951, Moretti fue asesinado por orden de La Comisión; los jefes de la mafia estaban descontentos con su testimonio durante las Audiencias Kefauver, y les preocupaba que, con la sífilis que ahora afectaba a su cerebro, pudiera empezar a hablar con la prensa. Costello nombró a Genovese nuevo subjefe.
En diciembre de 1952, Anna Genovese demandó a su marido para pedirle ayuda económica y, posteriormente, el divorcio en 1953, además de testificar sobre la implicación de Vito en operaciones criminales, una acción inaudita por parte de la esposa de un personaje de la mafia. Dos años antes, se había mudado de la casa familiar en Nueva Jersey. Pidió al juez 350 dólares semanales. Vito presentó una contrademanda de divorcio por abandono de hogar. Según Anna Genovese, Vito Genovese regentaba la lotería italiana en Nueva York y Nueva Jersey, ingresando más de un millón de dólares al año, era propietario de cuatro clubes nocturnos en Greenwich Village, un canódromo en Virginia y otros negocios legítimos. Ambas demandas fueron finalmente desestimadas en la división de apelaciones del Tribunal Superior de Nueva Jersey, en 1954. En 1953, Genovese supuestamente ordenó el asesinato del mafioso Steven Franse. Genovese había encargado a Franse que supervisara a Anna mientras se escondía en Italia. Indignado por las posibles aventuras amorosas de Anna y su demanda contra él, Genovese ordenó a Joseph Valachi que organizara el asesinato de Franse. El 18 de junio de 1953, Valachi atrajo a Franse a su restaurante en el Bronx, donde Franse fue estrangulado hasta la muerte por Pasquale Pagano y Fiore Siano (sobrino de Valachi).
A mediados de 1950, Genovese decidió actuar contra Costello. Sin embargo, necesitaba también eliminar al fuerte aliado de Costello en la Comisión, Albert Anastasia, el jefe de la familia criminal Anastasia. Genovese no tardó en conspirar con Carlo Gambino, subjefe de Anastasia, para destituir a Anastasia.
A principios de 1957, Genovese decidió que había llegado el momento de actuar contra Costello. Genovese ordenó a Vincent Gigante que asesinara a Costello, y el 2 de mayo de 1957, Gigante disparó e hirió a Costello en el exterior de su edificio de apartamentos. Aunque la herida fue superficial, convenció a Costello para que cediera el poder a Genovese y se retirara. Un portero identificó a Gigante como el pistolero, sin embargo, en 1958, Costello testificó que era incapaz de reconocer a su agresor; Gigante fue absuelto de los cargos de intento de asesinato. Genovese se convirtió ahora en jefe de lo que se conoce como la familia criminal Genovese y ascendió a su lugarteniente de toda la vida, Anthony Strollo, a subjefe.
A finales de 1957, Genovese y Gambino supuestamente ordenaron el asesinato de Anastasia. Genovese había oído rumores de que Costello estaba conspirando con Anastasia para recuperar el poder. El 25 de octubre de 1957, Anastasia llegó a la barbería del Park Central Hotel en Midtown Manhattan, para cortarse el pelo y afeitarse. Mientras Anastasia se relajaba en la silla del barbero, dos hombres con la cara cubierta por pañuelos le mataron a balazos. Los testigos no pudieron identificar a ninguno de los pistoleros, y hoy en día existen teorías contrapuestas sobre sus identidades.

## Reunión de Apalachin y prisión

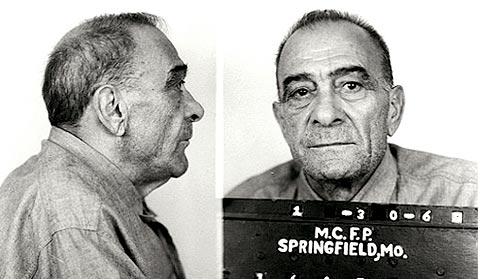
Otra de las fotos de Genovese

En noviembre de 1957, inmediatamente después del asesinato de Anastasia, tras arrebatar a Costello el control de la familia criminal Luciano, Genovese quiso legitimar su nuevo poder celebrando una reunión nacional de la Cosa Nostra. Genovese eligió al jefe de Búfalo, Nueva York y miembro de la Comisión Stefano "The Undertaker" Magaddino para organizar la reunión. Este, a su vez, eligió al jefe criminal del noreste de Pensilvania Joseph Barbara y a su subjefe Russell Bufalino para supervisar todos los preparativos de la misma. Cuba fue uno de los temas de debate, en particular los intereses de La Cosa Nostra en la isla en materia de juego y narcotráfico. El tráfico internacional de estupefacientes también fue un tema importante en la agenda. Los intereses y operaciones ilegales de la industria de la confección de Nueva York, como la usura a los empresarios y el control de los camiones de los centros de confección, fueron otros temas importantes del orden del día.
El 14 de noviembre de 1957, poderosos mafiosos de Estados Unidos e Italia se reunieron en la finca de Barbara en Apalachin, Nueva York. El orden del día de la reunión incluía la resolución de cuestiones abiertas sobre juego ilegal y narcotráfico, especialmente en el área de la ciudad de Nueva York. El policía estatal Edgar D. Croswell se había enterado de que el hijo de Barbara estaba reservando habitaciones en hoteles locales junto con la entrega de una gran cantidad de carne de un carnicero local a la casa de Barbara. Aquello hizo sospechar a Croswell, por lo que decidió vigilar la casa de Bárbara. Cuando la policía estatal encontró muchos coches de lujo aparcados en casa de Barbara empezaron a tomar nota de los números de matrícula. Al descubrir que muchos de estos coches estaban registrados a nombre de conocidos delincuentes, llegaron refuerzos de la policía estatal y empezaron a establecer un control de carretera. Cuando los mafiosos descubrieron la presencia policial, empezaron a huir de la reunión en coche y a pie. Muchos mafiosos escaparon por los bosques que rodeaban la finca de Barbara. La policía detuvo un coche conducido por Bufalino, entre cuyos pasajeros se encontraban Genovese y otros tres hombres, en un control de carretera cuando salían de la finca; Bufalino dijo que había venido a visitar a su amigo enfermo, Barbara. Genovese dijo que solo estaba allí para una barbacoa y para hablar de negocios con Barbara. La policía le dejó marchar.
El 2 de junio de 1958, Genovese testificó bajo citación en las Audiencias McClellan del Senado de los Estados Unidos sobre el crimen organizado. Genovese se negó a responder a cualquier pregunta, citando la Derechos de la Quinta Enmienda a la Constitución de los Estados Unidos, 150 veces distintas.
Luciano supuestamente ayudó a pagar parte de 100.000 dólares a un traficante de drogas portorriqueño para implicar falsamente a Genovese en un negocio de drogas. El 7 de julio de 1958, Genovese fue acusado de conspirar para importar y vender narcóticos. El testigo estrella del gobierno fue Nelson Cantellops, un narcotraficante portorriqueño que afirmó que Genovese se reunió con él. El 4 de abril de 1959, Genovese fue condenado en Nueva York por asociación ilícita para violar las leyes federales sobre narcóticos. El 17 de abril de 1959, Genovese fue condenado a 15 años en la Penitenciaría Federal de Atlanta desde donde intentó dirigir su familia criminal. En su libro, Five Families, el veterano periodista de crimen organizado del New York Times Selwyn Raab escribió que varios detectives, abogados y expertos en crimen organizado han cuestionado la legitimidad de la condena de Genovese. Por ejemplo, el veterano detective de la policía de Nueva York Ralph Salerno argumentó que "cualquiera que entienda el protocolo y los procedimientos de aislamiento" de la Mafia encontraría "casi increíble" que un jefe del crimen estuviera directamente involucrado en una operación de drogas.
En septiembre de 1959, Genovese supuestamente ordenó el asesinato del mafioso Anthony Carfano. Enfadado por el intento de asesinato de Costello, Carfano había faltado a la reunión de Apalachin en señal de protesta. En respuesta, Genovese decidió asesinarlo. El 25 de septiembre de 1959, Carfano y una compañera fueron encontrados muertos a tiros en su automóvil Cadillac en una calle residencial de Jackson Heights, Queens.
En abril de 1962, Genovese supuestamente ordenó el asesinato de Anthony Strollo tras concluir que éste formaba parte del complot que le llevó a prisión. El 8 de abril, Strollo salió de su casa para dar un paseo y nunca se le volvió a ver. Nunca se recuperó su cuerpo.
En 1962, una supuesta amenaza de asesinato por parte de Genovese propulsó al mafioso Joseph Valachi a la palestra pública. En junio, Genovese supuestamente acusó a Valachi, también encarcelado en Atlanta, de ser un informador y le dio a Valachi el beso de la muerte. En julio, Valachi supuestamente confundió a otro preso con un sicario de la mafia y lo mató. Una recompensa de $100 000 por la muerte de Valachi había sido colocado por Genovese. Tras ser condenado a cadena perpetua por aquel asesinato, Valachi decidió convertirse en testigo del Gobierno.
El 24 de agosto de 1964, el cuerpo de Ernest Rupolo fue recuperado de Jamaica Bay, Queens. Sus asesinos le habían atado dos bloques de hormigón a las piernas y las manos. Se asumió ampliamente que Genovese había ordenado el asesinato de Rupolo por testificar contra él en el juicio por asesinato de Boccia en 1944.

## Muerte
Genovese murió de un ataque al corazón en el Centro Médico de Estados Unidos para Prisioneros Federales en Springfield, Misuri, el 14 de febrero de 1969.  Está enterrado en Cementerio de San Juan en Middle Village, Queens.

## En la cultura popular
- Genovese es retratado en la película de 1972 Los papeles de Valachi por Lino Ventura.[85]
- Genovese es retratado en la película de 1974 Crazy Joe por Eli Wallach.[86]
- Genovese es retratado en la película de 1991 Bugsy por Don Carrara.[87]
- Genovese es retratado en la película de 1999 Lansky de Robert Miano.[88]
- Genovese es retratado en la película para televisión de 1999 Bonanno: la historia de un padrino, de Emidio Michetti.[89]
- Genovese es retratado en la película para televisión de 2001 Jefe de jefes por Steven Bauer.[90]
- Genovese aparece en el sexto episodio de la serie documental del canal de televisión británico Yesterday Mafia's Greatest Hits.
- Genovese es retratado en la serie de televisión de 2015 The Making of the Mob: New York de Craig Thomas Rivela.[91]
- Genovese es retratado en la película de 2019 Mob Town por Robert Davi.[92]
- Genovese es retratado en la próxima película Wise Guys por Robert De Niro.
- Genovese es retratado en la película The Alto Knights por Robert De Niro.